# Theope sobrina
Theope sobrina är en fjärilsart som beskrevs av Bates 1868. Theope sobrina ingår i släktet Theope och familjen Riodinidae. Inga underarter finns listade i Catalogue of Life.